# Alessandro Parisi
Alessandro Parisi (ur. 15 kwietnia 1977 w Palermo) – włoski piłkarz występujący na pozycji lewego obrońcy.

## Kariera klubowa
Alessandro Parisi zawodową karierę rozpoczął w 1995 w drugoligowym US Palermo. Po roku trafił do Trapani Calcio, po czym powrócił do Palermo. W 1998 został sprzedany do Reggiany, z którą spadł z Serie B do Serie C1. W 2000 Włoch został zawodnikiem Triestiny Calcio. W trakcie 3 lat przebył z nią drogę z Serie C2 do Serie B.
W 2003 Parisi podpisał kontrakt z Messiną, z którą w sezonie 2003/2004 awansował do pierwszej ligi. W ligowych rozgrywkach włoski zawodnik zdobył wówczas 14 goli, o 4 mniej od najlepszego strzelca drużyny – napastnika Arturo Di Napoliego. W Serie A Parisi zadebiutował 12 września 2004 w zremisowanym 0:0 meczu z Parmą. Łącznie w barwach Messiny wychowanek Palermo występował przez 6 lat. Przez 3 sezony grał z nią w drugiej, a przez 3 w pierwszej lidze. Przez ten czas Włoch zanotował dla sycylijskiego klubu 142 ligowe występy i 25 goli.
9 lipca 2008 Parisi został piłkarzem Bari. W debiutanckim sezonie w barwach nowej drużyny awansował z nią z drugiej do pierwszej ligi. 20 stycznia 2010 w zremisowanym 1:1 ligowym spotkaniu z Genoą już w 12. minucie musiał opuścić boisko z powodu kontuzji więzadeł podkolanowych, która według wstępnych diagnoz miała go wykluczyć z gry na 2 miesiące. Zawodnikiem Bari był do roku 2011.
Następnie występował w Torino FC oraz Messinie, gdzie w 2016 roku zakończył karierę.

## Kariera reprezentacyjna
W reprezentacji Włoch Parisi zadebiutował 17 listopada 2004 roku w zwycięskim 1:0 towarzyskim meczu z Finlandią.